# Nikobaren-Spitzhörnchen
Das Nikobaren-Spitzhörnchen (Tupaia nicobarica) ist eine Säugetierart aus der Familie der Spitzhörnchen (Tupaiidae). Es zählt zu den weniger erforschten Vertretern seiner Gattung.
In der Roten Liste gefährdeter Arten der Weltnaturschutzunion IUCN ist das Nikobaren-Spitzhörnchen als stark gefährdet (endangered) aufgeführt.

## Merkmale
Mit einer Kopf-Rumpf-Länge von 18 bis 19 cm, einer Schwanzlänge von 15 bis 19 cm und einem Gewicht von circa 80 g gehört das Nikobaren-Spitzhörnchen zu den mittelgroßen bis großen Vertretern der Spitzhörnchen und ist in etwa so groß wie das Gewöhnliche Spitzhörnchen. Das Fell der Oberseite ist braun bis rotbraun  und unterhalb am Bauch hell, öfter gelblichbraun gefärbt. Die Orientierung und die soziale Organisation ist stark von olfaktorischer Wahrnehmung abhängig. Die Tiere verfügen daher über einen gut ausgebildeten Geruchssinn und besitzen das Jacobson-Organ. Die Füße tragen jeweils fünf Zehen, wobei jene der Vorderfüße dem  Daumen nicht gegenübergestellt werden (opponiert) können – durch die scharfen Krallen ist jedoch ein behändes Klettern möglich.

## Verbreitung und Habitat

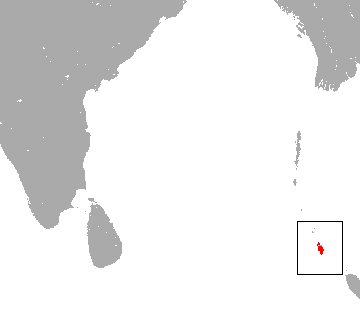
Verbreitung des Nikobaren-Spitzhörnchens

Das Verbreitungsgebiet des Nikobaren-Spitzhörnchens liegt auf den indischen Inseln Klein Nikobar und Groß Nikobar im  Golf von Bengalen, wo sie in Regenwäldern bis zu einer Höhe von 640 m über dem Meeresspiegel zu finden sind.

## Lebensweise
Nikobaren-Spitzhörnchen sind tagaktiv, baumlebend und sehr schreckhaft. Es gibt jedoch Beobachtungen, die auf opportunistische Aufenthalte auf dem Boden hinweisen. Mehr als 60 % ihrer täglichen Aktivitätszeit verbringen sie mit der Futtersuche und etwa 12 % mit Schlafen. Sie konnten einzelgängerisch oder in Paarbeziehungen beobachtet werden. Es sind verschiedene Lauttypen bekannt, die in unterschiedlichen Situationen ausgestoßen werden und als Lockrufe (Paarung), Angstrufe, Protestrufe und Erkundungsrufe interpretiert werden können.

## Nahrung
Die Nahrung des Nikobaren-Spitzhörnchens besteht hauptsächlich aus Insekten, aber auch aus pflanzlichen Anteilen.

## Fortpflanzung
Über die Fortpflanzung des Nikobaren-Spitzhörnchens ist noch nicht sehr viel bekannt. Die Paarungszeit liegt zwischen November und Februar. Die Weibchen bringen nur ein einzelnes Jungtier zur Welt.  Es wird angenommen, dass die Aufzucht ähnlich abläuft, wie es bei anderen Spitzhörnchen bekannt ist. Die Mutter besucht die Jungen in ihrem Nest nur selten im Verlauf mehrerer Tage, um diese zu säugen. Dies ist nur durch den enormen Fettgehalt in der Milch und den hohen Milchkonsum der Jungtiere (bis 1/3 des eigenen Körpergewichtes) möglich.

## Bedrohung  und Systematik
Hauptgründe für die Bedrohung des Nikobaren-Spitzhörnchens sind der steigende Habitatverlust und den erhöhten Prädationsdruck durch domestizierte Hunde und Katzen. Es wurden zwei geographische Unterarten beschrieben: T. nicobarica nicobarica (Zelebor, 1869) auf Groß Nikobar und T. nicobarica surda (Miller, 1902) auf Klein Nikobar.

## Naturschutz
Tupaia nicobarica ist im Anhang II des Washingtoner Artenschutzübereinkommen aufgeführt. Die Art kommt auf Groß Nikobar im Galathea-Bay- und Campbell-Bay-Nationalpark vor.